# The Crystal Method
The Crystal Method — американский электронный дуэт, состоящий из музыкантов Кена Джордана и Скотта Керкленда. Наряду с такими группами, как The Prodigy, Fatboy Slim, The Chemical Brothers, а также несколькими менее известными коллективами, дуэт стал первооткрывателем в электронной музыке жанра бигбит.

## История
Несмотря на то, что и Кен и Скотт были родом из Лас-Вегаса, Невада, группа сформировалась в 1993 году в Лос-Анджелесе, Калифорния. The Crystal Method создали и записали большинство своих ранних работ в бомбоубежище в арендованном доме, который они делили на двоих. В 2004 году, перед началом работы над Legion of Boom, Кен и Скотт переместили студию в гараж арендованного дома.

### Название
Название дуэта породило множество домыслов из-за схожести со сленговым названием метамфетамина (англ. Crystal Meth). В 1999, в документальном фильме об электронной музыке Better Living Through Circuitry, музыканты признали, что название взято с отсылкой к наркотику; в фильме Джордан рассказывает, насколько сложно было «сказать своим родителям, что ты играешь в группе под названием The Crystal Method». Керкленд вспоминает, что когда он признался матери, что означает название группы, та, к его удивлению, отреагировала спокойно.
В последнее время в интервью музыканты придерживаются не связанной с наркотиками версии о происхождении названия: о девушке по имени Кристал, которая и послужила причиной для названия группы.

### Награды
В 2004 году третий студийный альбом дуэта, Legion of Boom, был номинирован на премию «Грэмми» в новой номинации «Лучший электронный/танцевальный альбом».

## Дискография

### Студийные альбомы
- 1997 — Vegas
- 2001 — Tweekend
- 2004 — Legion of Boom
- 2009 — Divided by Night
- 2014 — The Crystal Method[5]
- 2018 — The Trip Home[6]
- 2022 — The Trip Out[7]

### Альбомы ремиксов
- 2002 — Community Service
- 2005 — Community Service II
- 2006 — Drive: Nike + Original Run[8][9])

### Полные саундтреки к фильмам
- 2005 — «Лондон»
- 2013 — «Почти человек»

### Появление на саундтреках
- 1997 — «Спаун»
- 1997 — FIFA 98: Road to World Cup (треки: «Keep Hope Alive», «More», «Busy Child», «Now is the Time»)
- 1998 — N2O: Nitrous Oxide
- 1998 — «Без чувств»
- 2000 — «Угнать за 60 секунд»
- 2001 — «Коломбо нравится ночная жизнь»
- 2001 — «3000 миль до Грейсленда»
- 2002 — «Обитель зла»
- 2002 — «Блейд 2»
- 2002 — Tom Clancy’s Splinter Cell
- 2003 — Need for Speed: Underground[10]
- 2003 — «Техасская резня бензопилой»
- 2004 — «Блейд 3»
- 2008 — «Кости»
- 2008 — Wipeout HD
- 2005 — Gran Turismo 4
- 2006 — «Тройной форсаж: Токийский дрифт»
- 2008 — «Солдаты неудачи»
- 2010 — Blur
- 2013 — Asphalt 8: Airborne

## Творчество

### Кинематограф
Музыка The Crystal Method была использована в множестве фильмов:
| Фильмы                                                     | Фильмы                                  | Фильмы | Фильмы |
| Трек                                                       | Фильм                                   | Год    |        |
| ---------------------------------------------------------- | --------------------------------------- | ------ | ------ |
| «(Can’t You) Trip Like I Do»                               | «Спаун»                                 | 1997   |        |
| «Keep Hope Alive»                                          | «Убийцы на замену»                      | 1998   |        |
| «Busy Child»                                               | «Затерянные в космосе»                  | 1998   |        |
| «Comin' Back»                                              | «Городские легенды»                     | 1998   |        |
| «Busy Child»                                               | «Без чувств»                            | 1998   |        |
| «Now Is the Time (The Crystal Method Y2Kaos Mix)»          | «Стигматы»                              | 1999   |        |
| «Busy Child»                                               | «Угнать за 60 секунд»                   | 2000   |        |
| «Keep Hope Alive»                                          | «Ромео должен умереть»                  | 2000   |        |
| «High Roller»                                              | «Ромео должен умереть»                  | 2000   |        |
| «Roll It Up»                                               | «Образцовый самец»                      | 2001   |        |
| «Now Is the Time»                                          | Dragon Ball Z: Lord Slug                | 2001   |        |
| «High Roller»                                              | «Гонщик»                                | 2001   |        |
| «Vapor Trail»                                              | «3000 миль до Грейсленда»               | 2001   |        |
| «Name of the Game»                                         | «Баллистика: Экс против Сивер»          | 2002   |        |
| «Keep Hope Alive»                                          | «Экстремалы»                            | 2002   |        |
| «Ten Miles Back»                                           | «Голубая волна»                         | 2002   |        |
| «PhDream»                                                  | «Обитель зла»                           | 2002   |        |
| «PhDream»                                                  | «Блейд 2»                               | 2002   |        |
| «Name of the Game»                                         |                                         | 2002   |        |
| «Busy Child»                                               | «Экстремалы»                            | 2002   |        |
| «Acetone»                                                  | «Ангелы Чарли: Только вперёд»           | 2003   |        |
| «Roll It Up»                                               | «Техасская резня бензопилой»            | 2003   |        |
| «You Know It's Hard»                                       | «Клубная мания»                         | 2003   |        |
| «Wild, Sweet and Cool»                                     | «Защита от дурака»                      | 2003   |        |
| «Weapons of Mass Distortion» и «Starting Over»             | «Блейд 3»                               | 2004   |        |
| «Roll It Up»                                               | «Всё или ничего»                        | 2005   |        |
| «Bound Too Long»                                           | «Оборотни»                              | 2005   |        |
| «Fire To Me»                                               | «Лондон»                                | 2005   |        |
| «Born Too Slow»                                            | «Поединок»                              | 2006   |        |
| «Realizer»                                                 | «Тройной форсаж: Токийский дрифт»       | 2006   |        |
| «Jack’s Suite (The Crystal Method Mix)»                    | «Пираты Карибского моря: На краю света» | 2007   |        |
| «Name of the Game»                                         | «Школа выживания»                       | 2008   |        |
| «Name of the Game (The Crystal Method’s Big A** T.T. Mix)» | «Солдаты неудачи»                       | 2008   |        |
| «Weapons Of Mass Distortion»                               | «Хитмэн»                                | 2008   |        |
| «Busy Child»                                               | «Живая сталь»                           | 2011   |        |
| «Roll It Up»                                               | «Форсаж 6»                              | 2013   |        |
| «Sling The Deck»                                           | «Люси (фильм)»                          | 2014   |        |

### Телепроекты и реклама
| Телепроекты                    | Телепроекты                                                     | Телепроекты | Телепроекты |
| Сериал                         | Трек                                                            | Примечания |             |
| ------------------------------ | --------------------------------------------------------------- | --- | ----------- |
| «Кости»                        | заглавная тема сериала, «I Know It’s You» — в серии 11 сезона 3 | |             |
| «Южный Парк»                   | «Nowhere to Run (Vapor Trail)»                                  | трек был переделан, — и с добавленным вокалами DMX, Ol' Dirty Bastard, Оззи Осборна и Fuzzbubble вошёл в альбом Chef Aid, основанный на эпизоде «Шефская помощь» |             |
| «Шпионка»                      | «Starting Over»                                                 | |             |
| «C.S.I.: Место преступления»   | «Starting Over»                                                 | |             |
| «Тёмный ангел»                 | «Name of the Game»                                              | |             |
| «Тёмный ангел»                 | «Roll It Up»                                                    | |             |
| «Третья смена»                 | «Keep Hope Alive»                                               | |             |
| «Доктор Хаус»                  | «Trip Like I Do»                                                | сезон 1, эпизод 10 |             |
| «Доктор Хаус»                  | «Vice»                                                          | сезон 5, эпизод 2 («Not Cancer» / «Не рак») |             |
| Реклама                        |                                                                 | |             |
| Реклама                        | Трек                                                            | Примечания |             |
| Peugeot                        | «Weapons Of Mass Distortion»                                    | реклама Peugeot 308 |             |
| Gap                            | «Busy Child»                                                    | |             |
| Mazda                          | «High Roller»                                                   | реклама второго поколения Mazda MX-5 Miata |             |
| Lincoln                        | «High Roller»                                                   | |             |
| Snickers                       | «High Roller»                                                   | |             |
| фокусник Удивительный Джонатан | «Name of the Game»                                              | вступительная мелодия для публичных выступлений |             |
| Hummer                         | «Name of the Game»                                              | |             |

### Видеоигры
| Видеоигры                        | Видеоигры                                          | Видеоигры                                                                | Видеоигры |
| Игра                             | Трек                                               | Примечания                                                               |           |
| -------------------------------- | -------------------------------------------------- | ------------------------------------------------------------------------ | --------- |
| Tom Clancy’s Splinter Cell       | «Name of the Game»                                 |                                                                          |           |
| Max Payne 2                      | «Name of the Game»                                 | были использована в кинематографическом моде для игры                    |           |
| Pump It Up: Exceed               | «Name of the Game»                                 | американские версии для PlayStation 2 и Xbox                             |           |
| FIFA 98: Road to World Cup       | «Busy Child»                                       |                                                                          |           |
| FIFA 98: Road to World Cup       | «Keep Hope Alive»                                  |                                                                          |           |
| FIFA 98: Road to World Cup       | «More»                                             |                                                                          |           |
| FIFA 98: Road to World Cup       | «Now Is The Time»                                  |                                                                          |           |
| DDRMAX2: Dance Dance Revolution  | «Busy Child»                                       |                                                                          |           |
| Donkey Konga                     | «Busy Child»                                       |                                                                          |           |
| Donkey Konga 2                   | «Born Too Slow»                                    |                                                                          |           |
| Need for Speed: Underground      | «Born Too Slow»                                    |                                                                          |           |
| FreQuency                        | «The Winner»                                       |                                                                          |           |
| Amplitude                        | «Boom»                                             | ремикс песни P.O.D.                                                      |           |
| Mad Dash Racing                  | «Roll It Up»                                       |                                                                          |           |
| Gran Turismo 2                   | «Now Is The Time»                                  |                                                                          |           |
| Gran Turismo 4                   | «Born Too Slow (Deepsky’s Green Absinthe Dub Mix)» |                                                                          |           |
| Dance Dance Revolution SuperNOVA | «Robogirl»                                         | цензурная версия «Roboslut»                                              |           |
| The Matrix: Path of Neo          | «Subway Showdown»                                  | написана совместно с Тобиасом Энхасом                                    |           |
| The Matrix: Path of Neo          | «Free Your Mind Up»                                | использована и в оригинальном и в инструментальном вариантах             |           |
| Forza Motorsport 2               | «Busy Child»                                       | звучит в меню игры                                                       |           |
| Forza Motorsport 2               | «Robogirl»                                         | звучит в меню игры                                                       |           |
| Forza Motorsport 2               | «Weapons of Mass Distortion»                       | звучит в меню игры                                                       |           |
| Project Gotham Racing 4          | «Keep Hope Alive (Trip Hope Mix)»                  | использовался в первом тизере для игры, также вошёл в полную версию игры |           |
| N2O                              | саундтрек к игре                                   | почти все треки взяты с альбома Vegas + несколько других ремиксов        |           |
| Twisted Metal 2                  | альбом Vegas                                       | саундтрек к игре                                                         |           |
| Blur                             | «Smile», «Starting Line», «Double Down Under»      | саундтрек к игре, играет в главном меню                                  |           |
| Need for Speed: High Stakes      | Busy Child, Keep Hope Alive                        | саундтрек к игре                                                         |           |
| League of Legends                | «Lucian»                                           | Тема героя Lucian                                                        |           |

### Совместная работа
The Crystal Method делали ремиксы на композиции других исполнителей, такие как «Points of Authority» Linkin Park; ремикс получил название «Pts.OF.Athrty (The Crystal Method Remix)» и вошёл в LP Underground 2.0, ставший эксклюзивом для членов фан-клуба LP Underground. Также дуэт работал с лидером группы Weezer Риверсом Куомо над видеоклипом на песню «You Know It’s Hard».
В июне 2006, The Crystal Method выпустили Drive: Nike + Original Run. До 26 июня 2007, альбом был доступен только на iTunes Store, после чего был издан на физическом носителе через Best Buy. В настоящее время, Керкленд и Джордан ведут радиошоу «Community Service», выходящее по пятницам ночью на волне KDLD в Лос-Анджелесе.

## Список инструментов
The Crystal Method используют большой ассортимент инструментов, но с их стилем и звучанием наиболее близко ассоциируется Clavia Nord Lead. Этот синтезатор был основным источником звука для первого альбома дуэта Vegas.
| - Ableton Live - Access Virus - Akai MPC3000 - Alesis Andromeda - Apple G4 - ARP 2600 - Casio XW-G1 - Clavia Nord Lead - Clavia Nord Modular - Digidesign Pro Tools HD and D-Command - E-mu Audity 2000 - E-mu E4 - E-mu XL-7 - E-mu Xtreme Lead - E-mu E-64 | - Farfisa Organ - Fender гитара/бас - Korg Electribe/S - Korg Electribe/R - Korg Kaoss Pad KP1 - Korg MicroKorg - Korg MS-20 - Korg Prophecy - M-Audio Ozonic - M-Audio Trigger Finger - Moog Memorymoog - Moogerfoogers MF101 & MF102 - OSC OSCar | - ProCo RAT - Roland JP-8000 - Roland CR-8000 - Roland Juno-106 - Roland Jupiter-6 - Roland SH-101 - Sherman FilterBank - Waldorf MicrowaveXT - Yamaha DX7 - Yamaha CS20 - Yamaha CS80 - Yamaha DX7IID - Eventide H3000 |

### Схожие исполнители
- Fatboy Slim
- Uberzone
- The Chemical Brothers
- The Prodigy
- Junkie XL
- Orbital
- Underworld
- Leftfield
- Overseer
- Fluke